# ながさき女神大橋道路

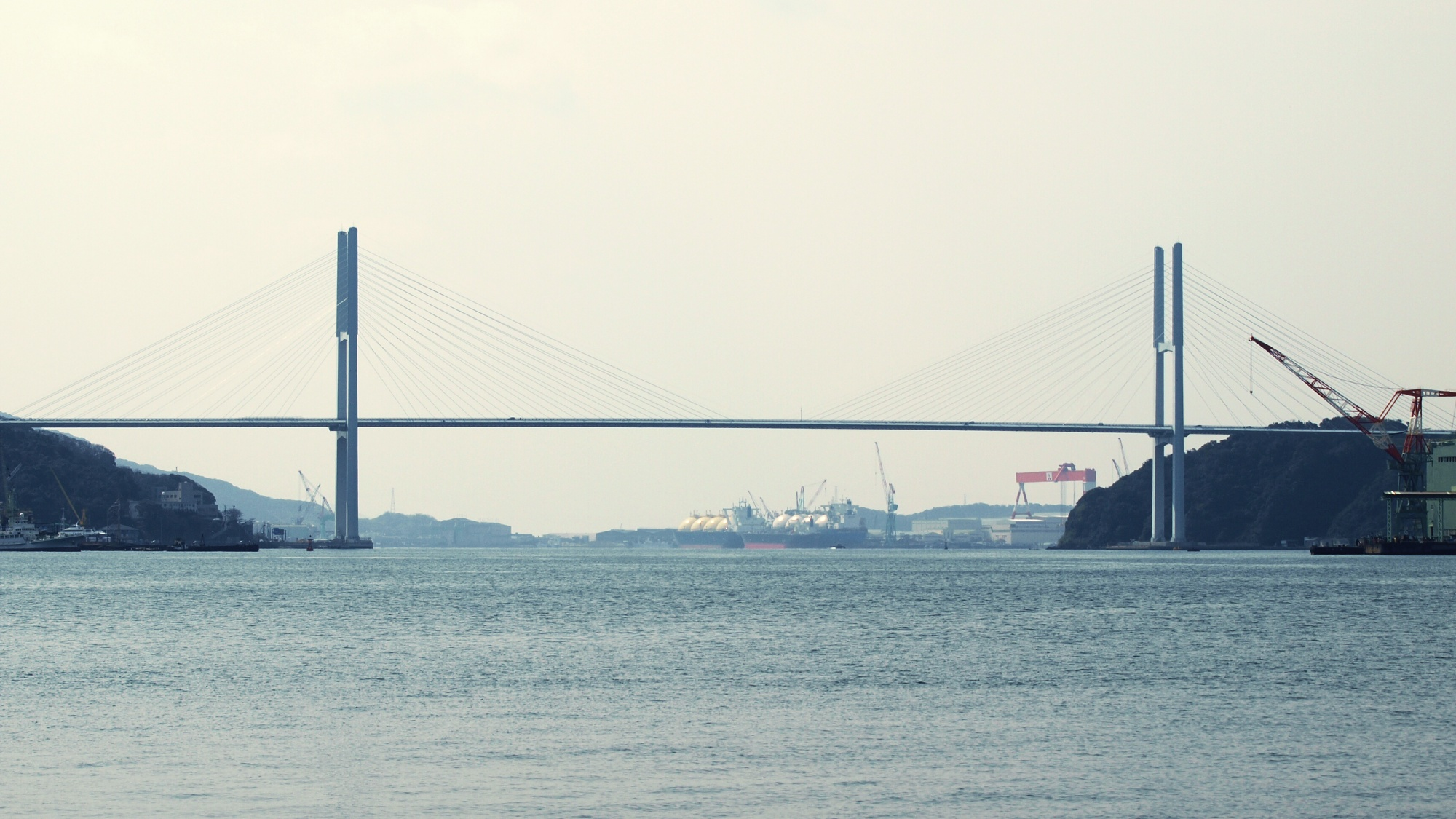
女神大橋

ながさき女神大橋道路（ながさきめがみおおはしどうろ）は、長崎県長崎市にある、一般有料道路として長崎県道路公社が管理する全長約1.9kmの道路である。長崎湾のほぼ中央を横断する。
地域高規格道路〈長崎南環状線〉の一部をなすもので、女神大橋（愛称「ヴィーナスウイング」）が大部分を占める。国道202号と国道499号を長崎市街を通らずにショートカットしており、福田・神の島方面～野母崎・香焼・茂木・長崎道方面の所要時間を大幅に短縮している。また通行料が安いことから（普通車:100円）、交通量も多い。
自転車の通行に関しては、区間により、車道通行可の区間と、車道通行不可の区間（歩道は自転車通行可能）とがある。

## 概要
- 起点 : 長崎県長崎市大浜町
- 終点 : 長崎県長崎市戸町
- 全長 : 1.9 km（橋梁部分は1.29 km）
- 規格 : 第3種第2級
- 道路幅員 : 28.0 m
- 車線数 : 2車線、橋梁部のみ4車線
- 車線幅員 : 3.25 m
- 設計速度 : 60 km/h
- 計画交通量 : 3,700台/日[2]
- 総事業費 : 850億円[3]

## 通行料金
ETCには対応しない。
- 軽自動車等：100円
- 普通車：100円
- 中型車：100円
- 大型車：150円
- 特大車：300円
- 軽車両等：10円

## インターチェンジなど
- 戸町IC（国道499号）
- 料金所（無人で、料金を直接投入する形になっている）
- 木鉢IC
- 木鉢JCT（ジャンクションとは言うものの、平面交差。金水トンネルに接続）
- 大浜IC（国道202号）

## 沿革
- 1991年（平成3年） : 女神大橋着工
- 2005年（平成17年）4月13日 : 女神大橋連結
- 2005年（平成17年）12月11日 : 供用開始

## 利用状況（2006年度）
1日あたりの平均台数は5579台であった。計画交通量の3670台/日を上回っており、黒字路線となっている。